# Benedicto Lorenzo de Blancas
Benedicto Lorenzo Fernández, cuyo nombre artístico fue Benedicto Lorenzo de Blancas (Blancas, Teruel, 12 de mayo de 1920 - Zaragoza, 20 de marzo de 2010) fue un poeta y filólogo español, uno de los últimos supervivientes del núcleo fundador del Grupo OPI-Niké. Su obra poética abarca la segunda mitad del siglo XX. Ganador de varios certámenes poéticos, tiene publicadas una decena de obras de poesía propias y colaboraciones en varias antologías y compilaciones. Así mismo fue autor de un ensayo sobre el Grupo OPI-Niké, también llamado la Tertulia del Niké.

## Biografía
Fue maestro en Valdeconejos (1940-1944) y en las Escuelas Pías-Colegio Santo Tomás de Zaragoza (1944-1945), funcionario del Instituto Nacional de Previsión (1945-1978) y jefe de la Unidad de Farmacia del Instituto Nacional de Salud (1978-1980). Se licenció en Filología Románica por la Universidad de Zaragoza 1975–1980.

## Obras

### Trabajos individuales
- Sonrisas. Lectura infantil (1946).
- Voz interior (1963).
- Fondo de soledad (1978).
- Norte de esperanza (1978).
- Regreso a la tierra (1986).
- Poetas aragoneses. El grupo del Niké (1989).[3]
- Víspera de ti (1998).
- Testimonio (2001).
- Clepsidra del destino (2002).
- Breve poemario de la tierra (2002).
- Las cuatro estaciones (2005).
- Antología. Poesía de Benedicto Lorenzo de Blancas (2012; póstumo).

### Trabajos colectivos
- A Miguel Labordeta (1969).
- A Ramón J. Sender (1978).
- A Goya (1979).
- A Pilar Delgado (1979).
- A Antonio Rosel (1982).
- A Ildefonso Manuel Gil (1982).
- A Pablo Gargallo (1982).
- A José Manuel Blecua (1984).

### Antologías
- Caracola (revista; 1971).
- Damascus Road (revista; 1971).
- Poesía Universitaria (1975).
- Poesía Urbana (1980).
- Poetas OPI-Niké (1984).
- Peña OPI-Niké (disco-libro; 2003).